# Casolet
Il Casolét (termine in dialetto solandro che significa "piccolo formaggio") è un formaggio prodotto in Val di Sole, in provincia di Trento. Una sua variante tipicamente di forma triangolare è prodotta anche in Val Camonica, provincia di Brescia.

## Notizie generali
È un formaggio a forma cilindrica prodotto con il latte intero dei pascoli locali.
Ha una crosta sottile e leggermente rugosa, mentre la pasta ha un colore bianco crema, paragonabile al latino caseolus.
Si può consumare dopo 30 giorni di stagionatura.
Esprime sentori di erbe e aromi naturali.
Il nome proviene presumibilmente dall'assonanza con il termine dialettale significante "casa", fatto coerente con il luogo di produzione, che spesso è quello della casa della famiglia del pastore.

### Casolet della Val Camonica[3]
La variante prodotta in Val Camonica è prodotta nella classica forma triangolare, con pezzature abbastanza piccole. Il latte viene portato a temperatura di 30º - 34º quindi si aggiunge caglio di vitello e la coagulazione richiede circa 30 minuti, dopo di che la cagliata viene "rotta" in zollette e la temperatura elevata a circa 47º. Essa viene poi posta a "riposare" per facilitare la separazione del siero, infine posta sotto presse per fare assumere al formaggio la forma desiderata. La stagionatura va da 60 giorni a fino ad un anno. Le forme finali hanno un peso mediamente di 2 kg. caduna.